# Templo Paramekkavu Bagavathi
El templo Paramekkavu Bagavathi (malayalam: പാറമേക്കാവ് ക്ഷേത്രം) es un templo hindú situado en la ciudad de Thrissur del estado de Kerala, en la India. El templo es uno de los dos grupos rivales que participan en el Thrissur Pooram, el mayor festival local en Kerala. El templo está situado a 350 m al este del templo Vadakkunnathan, la sede del festival.

## Historia

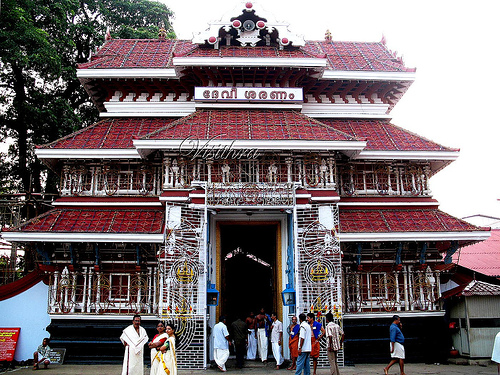
Entrada principal del templo Paramekkavu Bagavathi

El templo Paramekkavu Bagavathi es de composición similar al templo Vadakkunnathan y se estima que tiene una antigüedad de más de 1000 años.
El templo está dedicado a la diosa Durga en forma de Deví o Bhagavathy, que es la deidad principal del templo. La importancia de este punto se encuentra mencionada en muchos textos históricos y artes populares. De hecho, el templo Paramekkavu Bagavathi es uno de los mayores templos Bhagavathy del estado de Kerala con lo que atrae a un gran número de devotos durante todo el año. Uno de los principales atractivos de aquí es el festival de Thrissur Pooram.
El templo tiene un papel clave durante esta fiesta popular. La procesión del festival se inicia a partir de dos templos que hoy se enfrentan en la ciudad. Una de las procesiones se inicia desde Paramekkavu en el que la leyenda cuenta que la diosa Paramekkavu Bagavathi fue al templo Vadakkunatha para visitar al Dios Shivá.

## Características
Los templos de Paramekkavu y Thiruvambadi son rivales amistosos en el Pooram. Ambas partes compiten entre sí para presentar sus mejores bazas, ya se trate de la  iluminación o de la exhibición de sombrillas de colores en elefantes ataviados. La procesión ceremonial se conforma de quince elefantes ornamentados desde el templo Paramekkavu Bagavathi a las instalaciones del templo Vadakkunnathan, donde se celebra el festival. Elefantes y orquestas de percusión tradicionales como Panchavadyam y Pandimelam son otros atractivos de este gran festival en Thrissur.

## Referencias

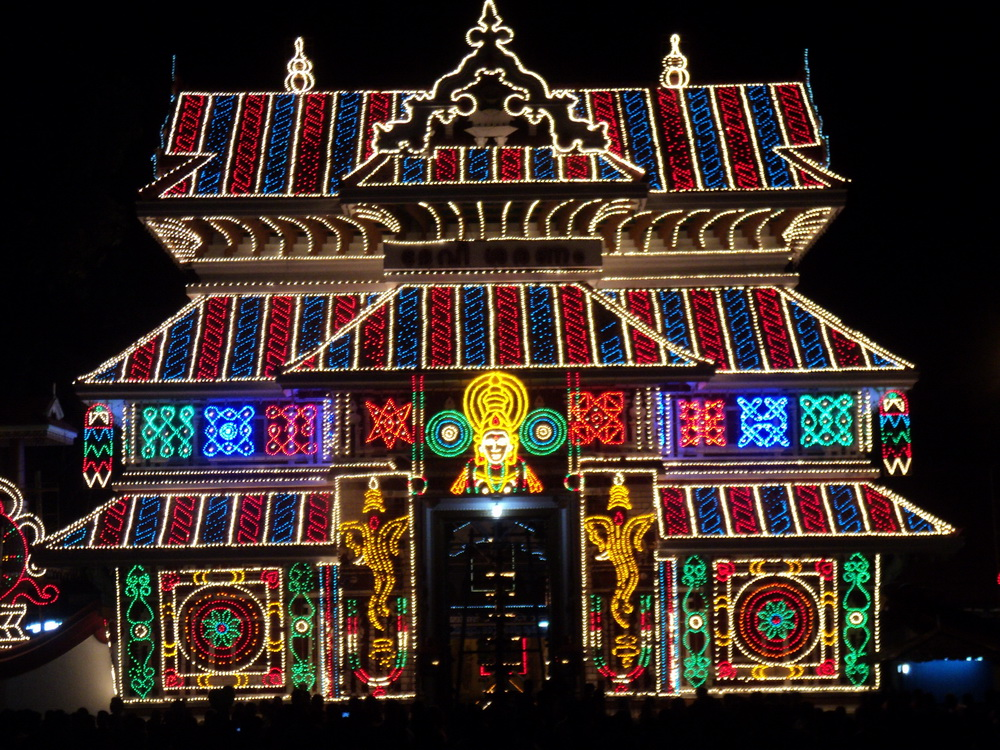
El templo Paramekkavu Bagavathi iluminado en el Pooram